# Kabuki Quantum Fighter
Kabuki Quantum Fighter (地獄極楽丸 Jigoku Gokuraku Maru?) är ett TV-spel utvecklat av Human Entertainment och publicerat av HAL Laboratory till NES. Det släpptes i Japan den 21 december 1990 och i Nordamerika i januari 1991. samt i Europa den 20 februari 1992.

## Handling
Året är 2056. Jordens försvarsdator utsetts för ett utomjordiskt virusangrepp. 25-årige löjtnanten Scott O'Connor anmäler sig frivilligt till ett experiment, som överför hans medvetande in i datorns kretsar i ett försök att rädda mänskligheten.

## Spelet
Spelet är ett sidscrollande plattformsspel, med en nivåboss i slutet av varje bana.

### Fotnoter
1. 1 2 3 4 5 6 7 8  ”Release information”. GameFAQs. Arkiverad från originalet den 18 juni 2009. https://web.archive.org/web/20090618063853/http://www.gamefaqs.com/console/nes/data/587376.html. Läst 24 september 2008.